# 1918年海地憲法公投
海地在1915年6月12日舉行憲法公投，選民被要求批准或拒絕美國政府強加的新憲法。它得到了99%的選民的批准，儘管只有不到5%的人口投票。

## 背景
海地於1915年被美國軍事佔領。美國海軍助理部長富蘭克林·羅斯福根據美國憲法起草了一部新憲法，其中引入了海地參議院的直接選舉，集會和新聞自由以及陪審團審判。有爭議的是，它最初包括非公民擁有土地的權利，以及美國軍隊干預國內政治的權利。
1917年選舉產生的海地國民議會拒絕通過憲法草案，而是自己起草了憲法草案，其中排除了非公民擁有土地的權利。當議會辯論其草案時，斯梅德利·巴特勒少校打斷了會議，宣佈菲利普·叙德雷·达蒂格纳夫總統已經解散了議會，在他強迫達蒂格納夫簽署一項法令解散議會后。由於沒有立法機構通過該檔，因此決定舉行全民公決。
公投得到98,294人贊成(99.22%)，769(0.76%)反對，同時美國軍政府下令逮捕任何公開反對通過憲法的人。